# Apteronemobius longipes
Apteronemobius longipes är en insektsart som beskrevs av Lucien Chopard 1929. Apteronemobius longipes ingår i släktet Apteronemobius och familjen syrsor. Inga underarter finns listade i Catalogue of Life.